# 만다린 칼라

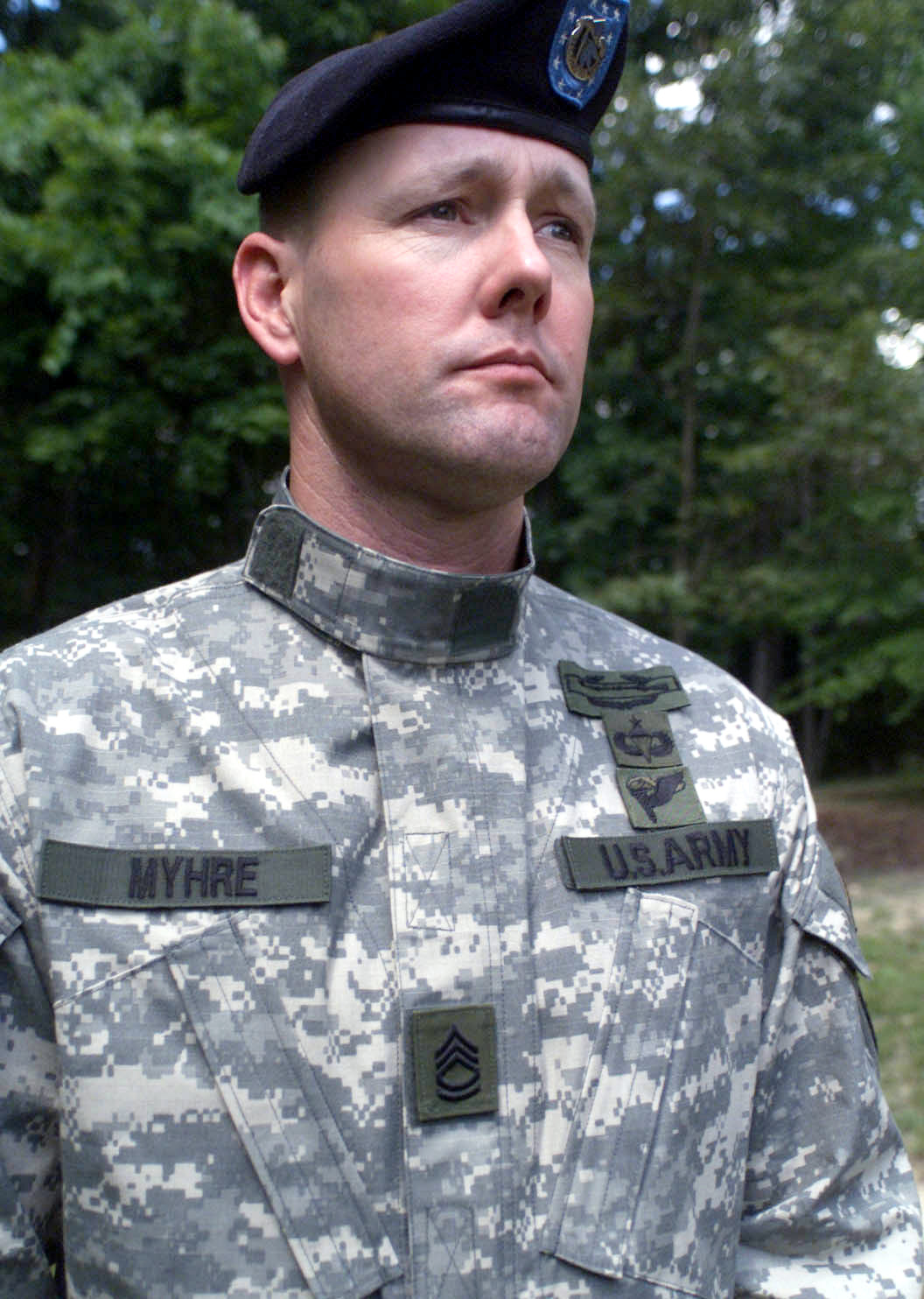
미국 육군 전투복에 사용된 만다린 칼라

차이나 칼라 또는 만다린 칼라(Mandarin collar)는 만주족의 전통옷, 또는 그와 비슷한 옷깃을 영어로 이르는 말 가운데 하나이다. 옷깃이 목을 둘러싸는 모습에서 이 이름이 유래되었다. 만주족이 만주와 더불어 중국과 몽골, 위구르, 티베트 등을 다스린 청나라시기에 그들 다른 민족들에게 변발과 더불어 이 옷이 강요되었다. 따라서 세계인들에게 중국의 전통옷인 것처럼 오해되기도 하나, 사실 중국인(한족)들이 이 옷을 입은 역사는 매우 짧다.

## 같이 보기
- 창파오
- 마과 (옷)
- 깃